# Stephen Bourdow
Stephen Bourdow, né le 2 janvier 1966 à Saginaw (Michigan), est un skipper américain.

## Carrière
Stephen Bourdow participe aux Jeux olympiques d'été de 1992 à Barcelone et remporte la médaille d'argent dans la catégorie du Flying Dutchman.